# Ryssjenattsländor
Ryssjenattsländor (Hydropsychidae) är en familj av nattsländor. Enligt Catalogue of Life ingår ryssjenattsländor i överfamiljen Hydropsychoidea, ordningen nattsländor, klassen egentliga insekter, fylumet leddjur och riket djur, men enligt Dyntaxa är tillhörigheten istället ordningen nattsländor, klassen egentliga insekter, fylumet leddjur och riket djur. Enligt Catalogue of Life omfattar familjen Hydropsychidae 1399 arter. 

## Bildgalleri

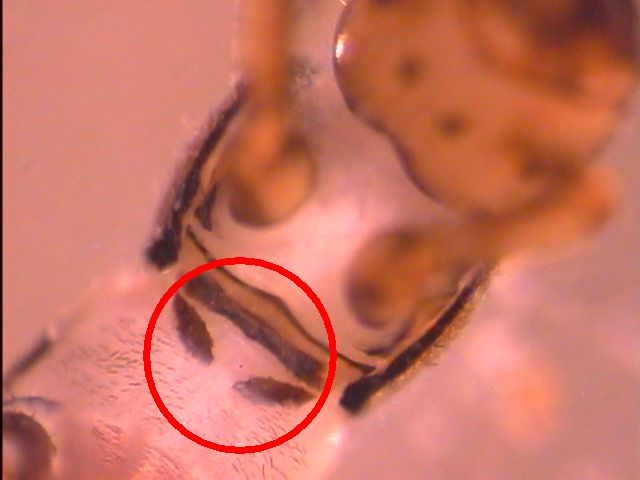
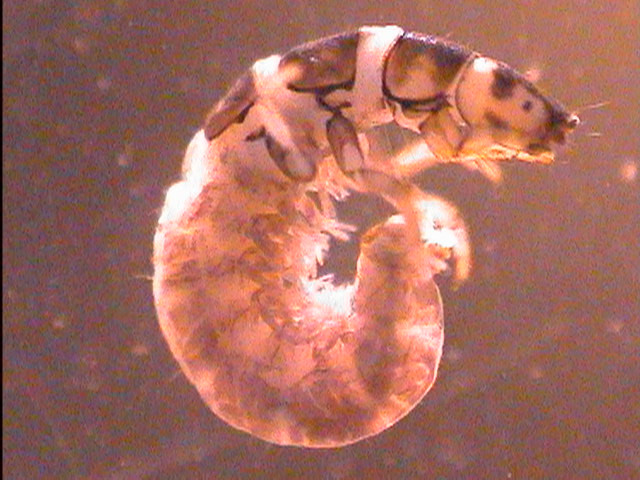
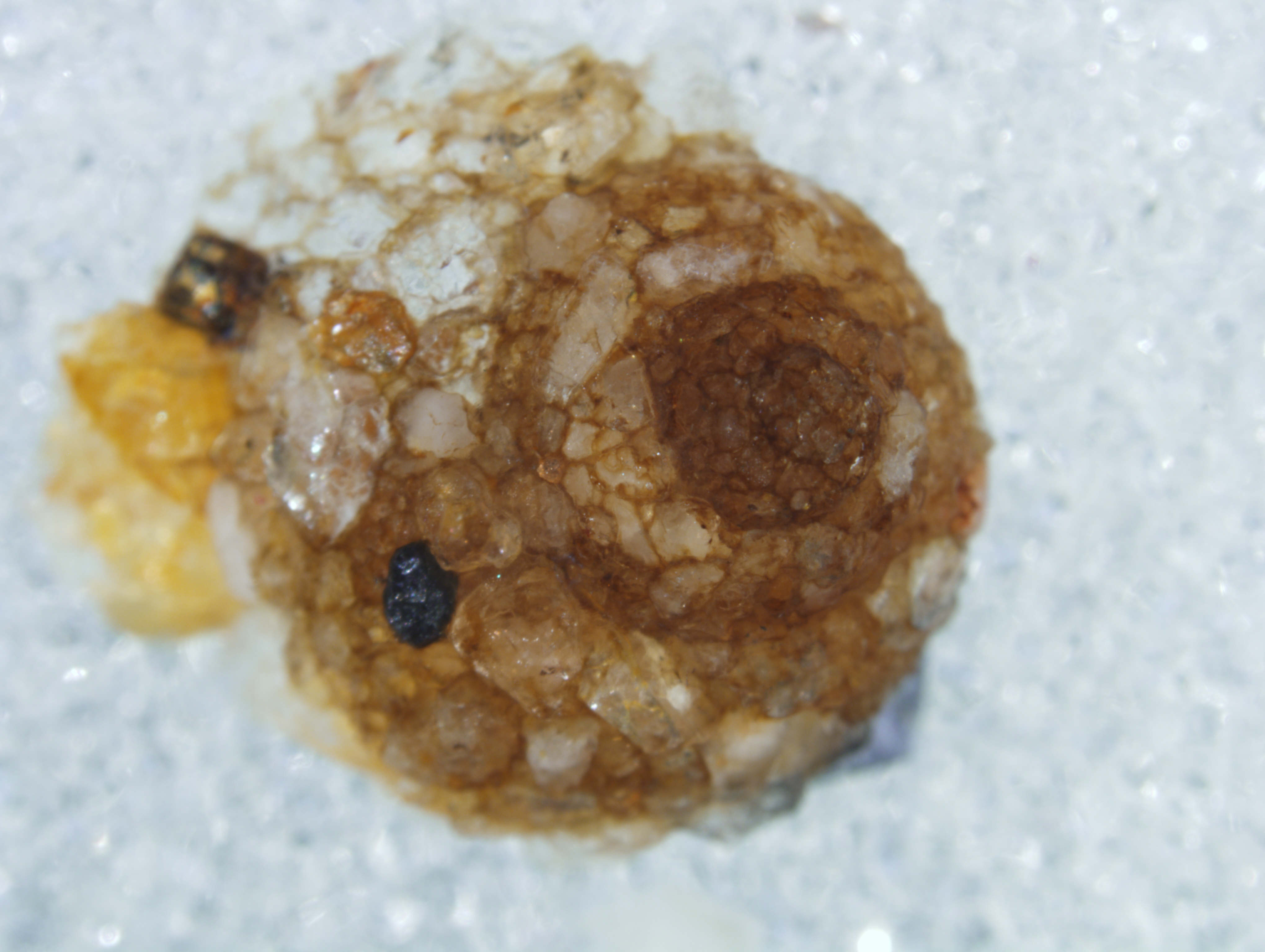
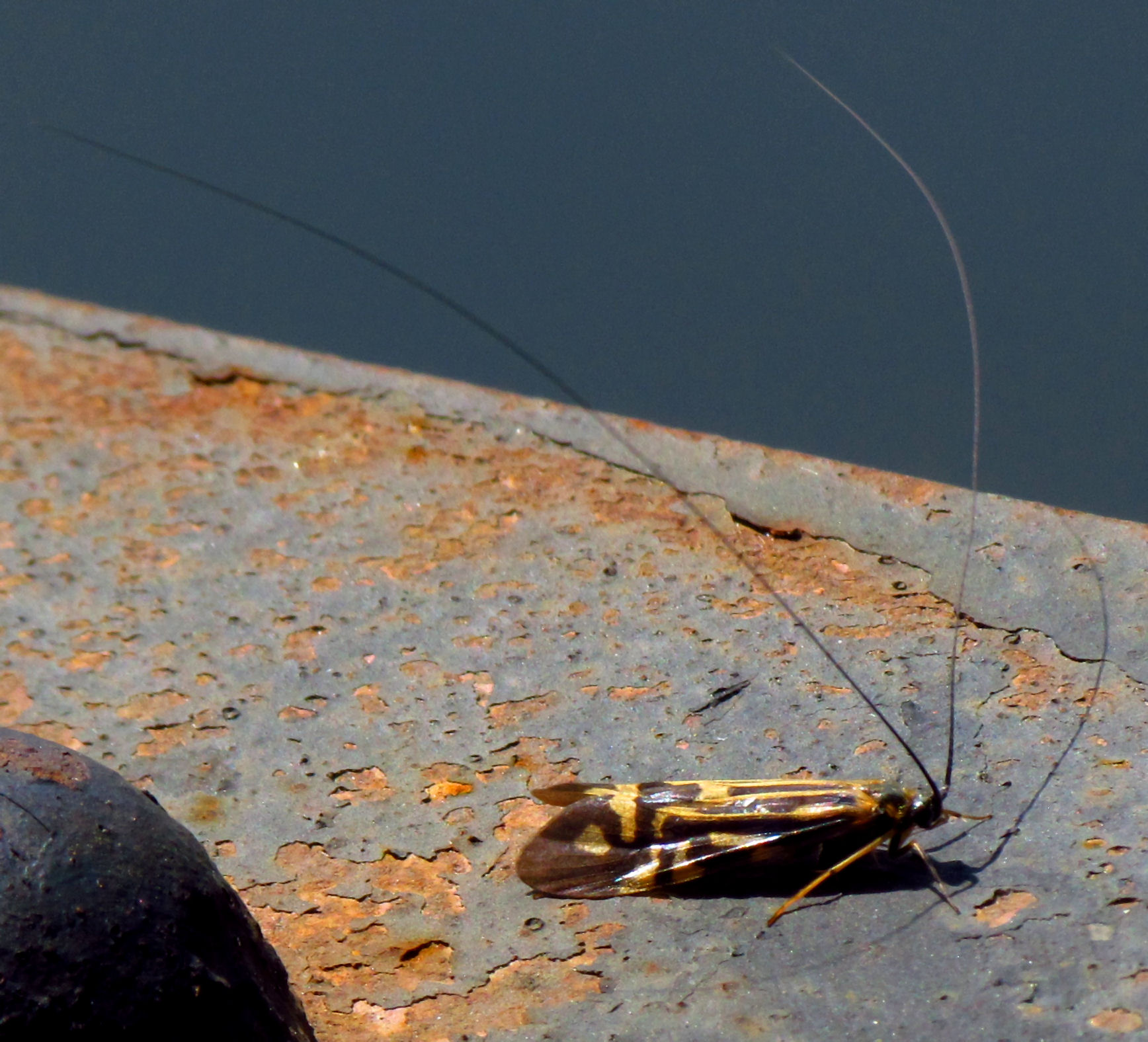
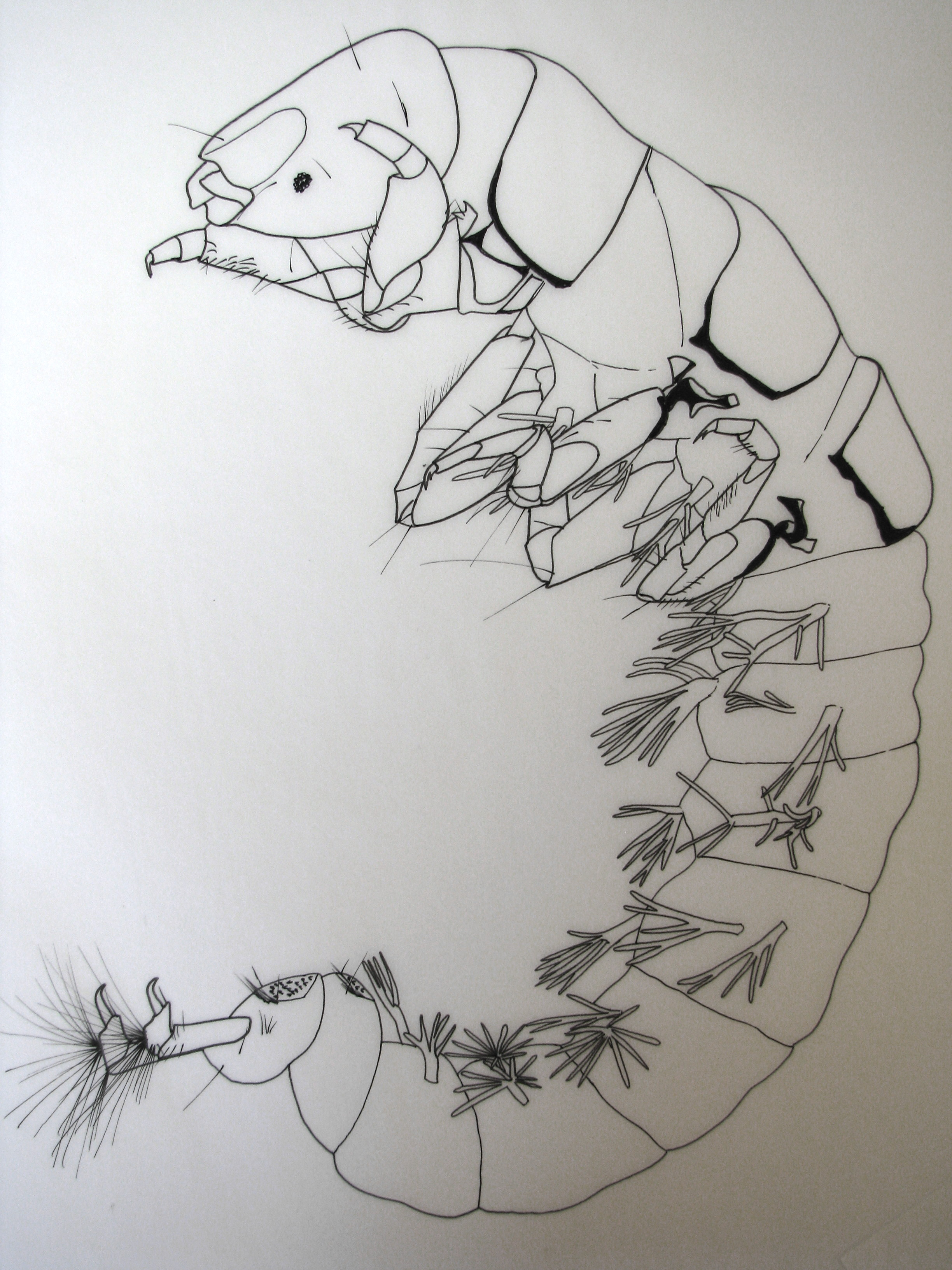
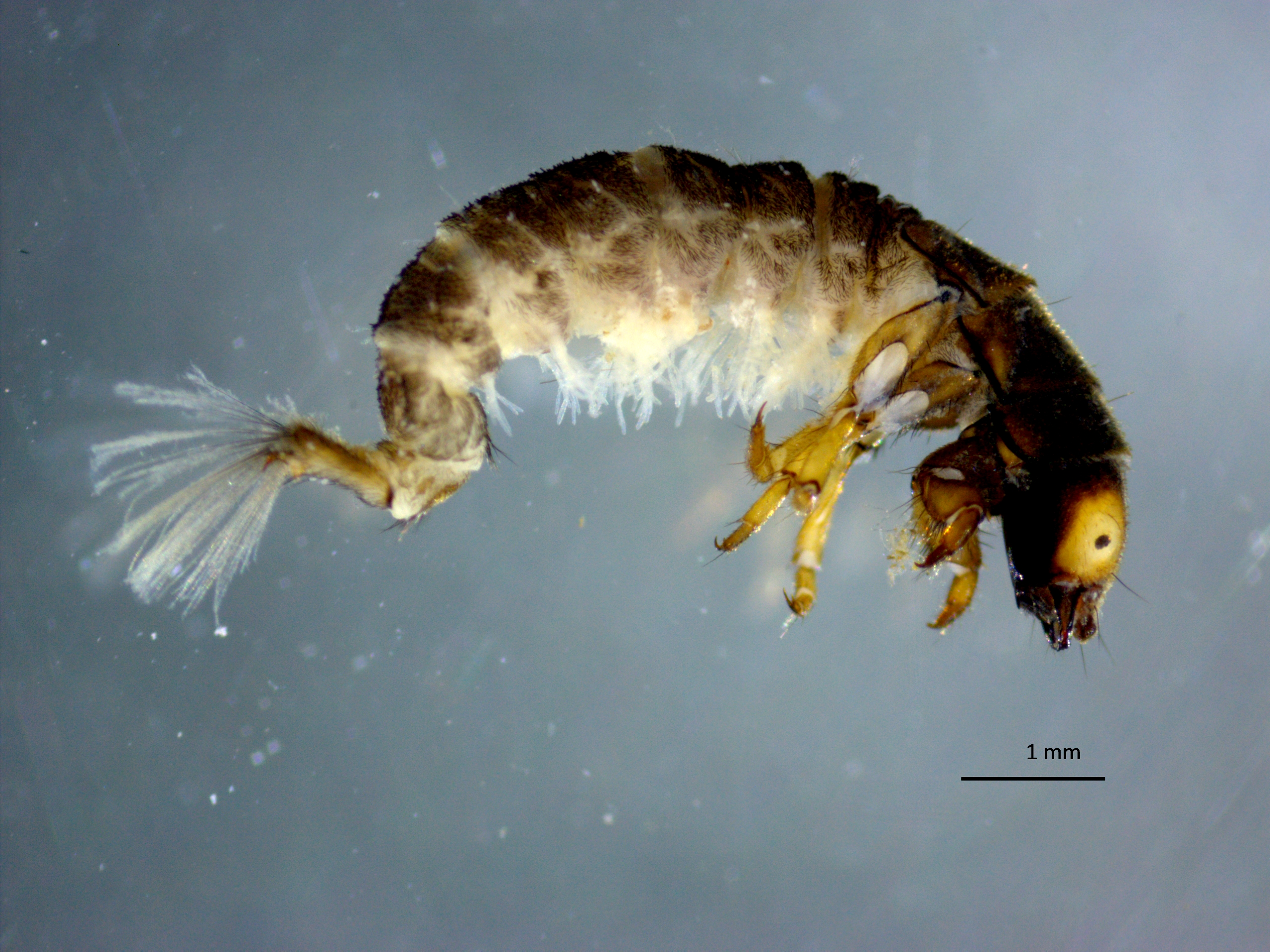
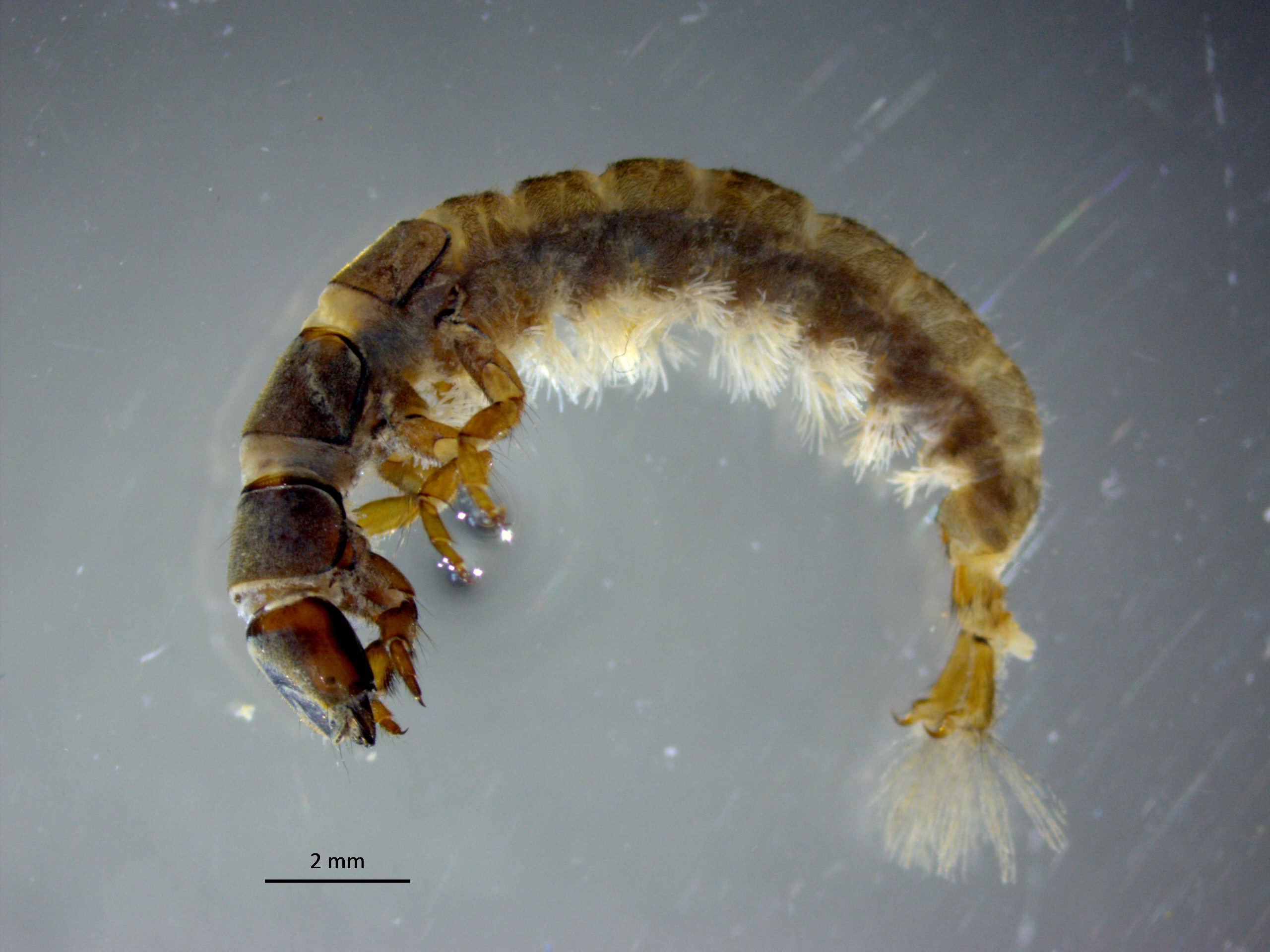

## Dottertaxa till ryssjenattsländor, i alfabetisk ordning[1][2]
- Abacaria
- Aethaloptera
- Amphipsyche
- Aoteapsyche
- Arctopsyche
- Asmicridea
- Austropsyche
- Baliomorpha
- Blepharopus
- Caledopsyche
- Calosopsyche
- Centromacronema
- Ceratopsyche
- Cheumatopsyche
- Diplectrona
- Diplectronella
- Diplex
- Herbertorossia
- Homoplectra
- Hydatomanicus
- Hydatopsyche
- Hydromanicus
- Hydronema
- Hydropsyche
- Leptonema
- Leptopsyche
- Macronema
- Macrostemum
- Maesaipsyche
- Mexipsyche
- Oestropsyche
- Oropsyche
- Orthopsyche
- Parapsyche
- Plectromacronema
- Plectropsyche
- Polymorphanisus
- Potamyia
- Protomacronema
- Pseudoleptonema
- Pseudomacronema
- Sciadorus
- Sciops
- Smicridea
- Smicrophylax
- Streptopsyche
- Symphitopsyche
- Synoestropsis
- Trichomacronema